# Into the Unknown (canción)
«Into the Unknown» es una canción de la cantante estadounidense Idina Menzel y la cantante noruega Aurora para la película Frozen II (2019). Fue lanzada el 4 de noviembre de 2019 a través de Walt Disney Records como primer sencillo de la banda sonora de la película. La letra y música de la canción fueron compuestas por Kristen Anderson-Lopez y Robert Lopez. «Into the Unknown» recibió varias nominaciones a los Oscar, entre ellas a un Premio Óscar, un Premio de la Crítica Cinematográfica, un Globo de Oro y un Premio Satelite a la Mejor Canción Original.

## Producción
Anderson-Lopez y Lopez, quienes escribieron las canciones para la primera película de Frozen, también escribieron las de Frozen II, y ayudaron en el desarrollo de la historia, junto con Chris Buck, Jennifer Lee, y Marc E. Smith. Una vez que las bases de la historia se aclararon, Anderson-Lopez and Lopez establecieron los momentos en donde se usarían las canciones a lo largo de la historia. La pareja necesitaba una canción para el momento clímax de Elsa, así que inicialmente, escribieron una canción llamada «I Seek the Truth» para ese momento. En este punto, aún no se había desarrollado el concepto de Elsa oyendo y siguiendo una misteriosa voz, pero en cuanto se desarrolló, «I Seek the Truth» fue substituida por «Into the Unknown».
Menzel primero cantó la canción en los vestidores de una obra de Broadway, con Anderson-Lopez y Lopez acompañando con un teclado electrónico.

## Contexto
Este tema es la canción insignia de Elsa, y muestra principalmente el canto de una sirena, que sirve como el leitmotiv que Christophe Beck muestra para la película. La llamada está inspirada en el himno Dies irae, pero es interpretada de una forma similar a los kulnings escandinavos.
Dentro de la narración de la película, la canción detalla el conflicto de Elsa sobre decidir si dejar o no Arendelle para seguir el origen de la voz misteriosa que oye.